# Vitor Meira
Vitor Meira, född den 27 mars 1977 i Brasilia i Brasilien, är en brasiliansk racerförare som tävlar i IndyCar Series.

## Racingkarriär
Sedan Meira kom till IndyCar-serien 2003 har han slagit rekord i att ha tagit flest pallplatser utan att vinna ett race. Han har utan tvekan haft mycket otur när det gäller segerchanser, då han har t.o.m. 2008 tagit åtta andraplatser. Bästa slutplaceringen är en femteplats 2006. Numera kör han för A.J. Foyt Enterprises, efter att Panther Racing valt att satsa på Dan Wheldon istället.